# Sanja Popović
Sanja Popović est une joueuse de volley-ball croate née le 31 mai 1984 à Rijeka. Elle mesure 1,86 m et joue au poste d'attaquante. Elle totalise 40 sélections en équipe de Croatie.

## Clubs
| Club                 | De        | À         |
| -------------------- | --------- | --------- |
| OK Kastav            | 1998-1999 | 1998-1999 |
| ŽOK Rijeka           | 1999-2000 | 2002-2003 |
| Mladost Zagreb       | 2003-2004 | 2005-2006 |
| Asystel Novara       | 2006-2007 | 2007-2008 |
| Chieri Volley        | 2008-2009 | 2008-2009 |
| Beşiktaş Istanbul    | 2009-2010 | 2009-2010 |
| Sirio Perugia        | 2010-2011 | 2010-2011 |
| GS Caltex Séoul      | jan 2011  | avr 2011  |
| VK Prostějov         | 2011-2012 | 2011-2012 |
| Muszynianka Muszyna  | 2012-2013 | 2012-2013 |
| Dinamo Moscou        | 2013-2014 | 2013-2014 |
| Budowlani Łódź       | 2014-2015 | 2014-2015 |
| Leningradka          | oct 2015  | déc 2015  |
| MKS Dąbrowa Górnicza | 2015-2016 | 2015-2016 |
| Neruda Volley        | 2016-2017 | 2016-2017 |
| Anakent Spor Kulübü  | 2017-2018 | 2017-2018 |
| KPS Chemik Police    | 2018-2019 | 2018-2019 |
| CS Volei Alba-Blaj   | 2019-2020 | 2019-2020 |
| Vasas Budapest       | 2020-2021 | …         |

## Palmarès

### Équipe nationale
- Ligue européenne
  - Finaliste : 2019.

### Clubs
- Coupe de la CEV
  - Vainqueur : 2013.
- Championnat de Croatie
  - Vainqueur : 2000, 2001, 2004, 2005, 2006.
- Coupe de Croatie
  - Vainqueur : 2000, 2004.
  - Finaliste : 2006.
- Supercoupe d'Italie
  - Finaliste : 2006.
- Championnat de Tchéquie
  - Vainqueur : 2012.
- Coupe de Tchéquie
  - Vainqueur : 2012.
- Championnat de Russie
  - Finaliste : 2014.
- Coupe de Russie
  - Vainqueur : 2013.
- Coupe de Pologne
  - Vainqueur : 2019.
- Championnat de Roumanie
  - Vainqueur : 2020.

### Distinctions individuelles
- Coupe de la CEV féminine 2012-2013 : Meilleure joueuse.